# OC Bukavu Dawa
El Olympic Club Bukavu Dawa (en español: Club Olímpico Dawa de Bukavu) es un equipo de fútbol de la República Democrática del Congo que juega en la Linafoot, la liga de fútbol más importante del país.

## Historia
Fue fundado en el año 1951 en la localidad de Bukavu, en la Región Sud-Kivu, siendo uno de los equipos más viejos de la República Democrática del Congo. Nunca ha sido campeón de liga, aunque ha ganado el torneo de copa de Congo en 1 ocasión en el año 2008. 
A nivel internacional ha participado en 2 torneos continentales, donde nunca ha pasado de la Primera Ronda.
En su última temporada en la Linafoot en el 2011 quedó de 2.º en el grupo 2 de la fase preliminar.

## Palmarés
- Copa de Congo: 1

2008

## Participación en competiciones de la CAF
| Temporada | Torneo                       | Ronda      | Club               | Casa | Visita | Global  |
| --------- | ---------------------------- | ---------- | ------------------ | ---- | ------ | ------- |
| 2006      | Copa Confederación de la CAF | Preliminar | Sogéa FC           | 0-0  | 0-2    | 0-2     |
| 2007      | Copa Confederación de la CAF | Preliminar | Telestars          | 2-0  | 0-1    | 2-1     |
| 2007      | Copa Confederación de la CAF | 1          | Issia Wazi         | 0-2  | 0-5    | 0-7     |
| 2009      | Copa Confederación de la CAF | Preliminar | Club 57 Tourbillon | 3-3  | 1-1    | 4-4 (a) |